# أول طيران

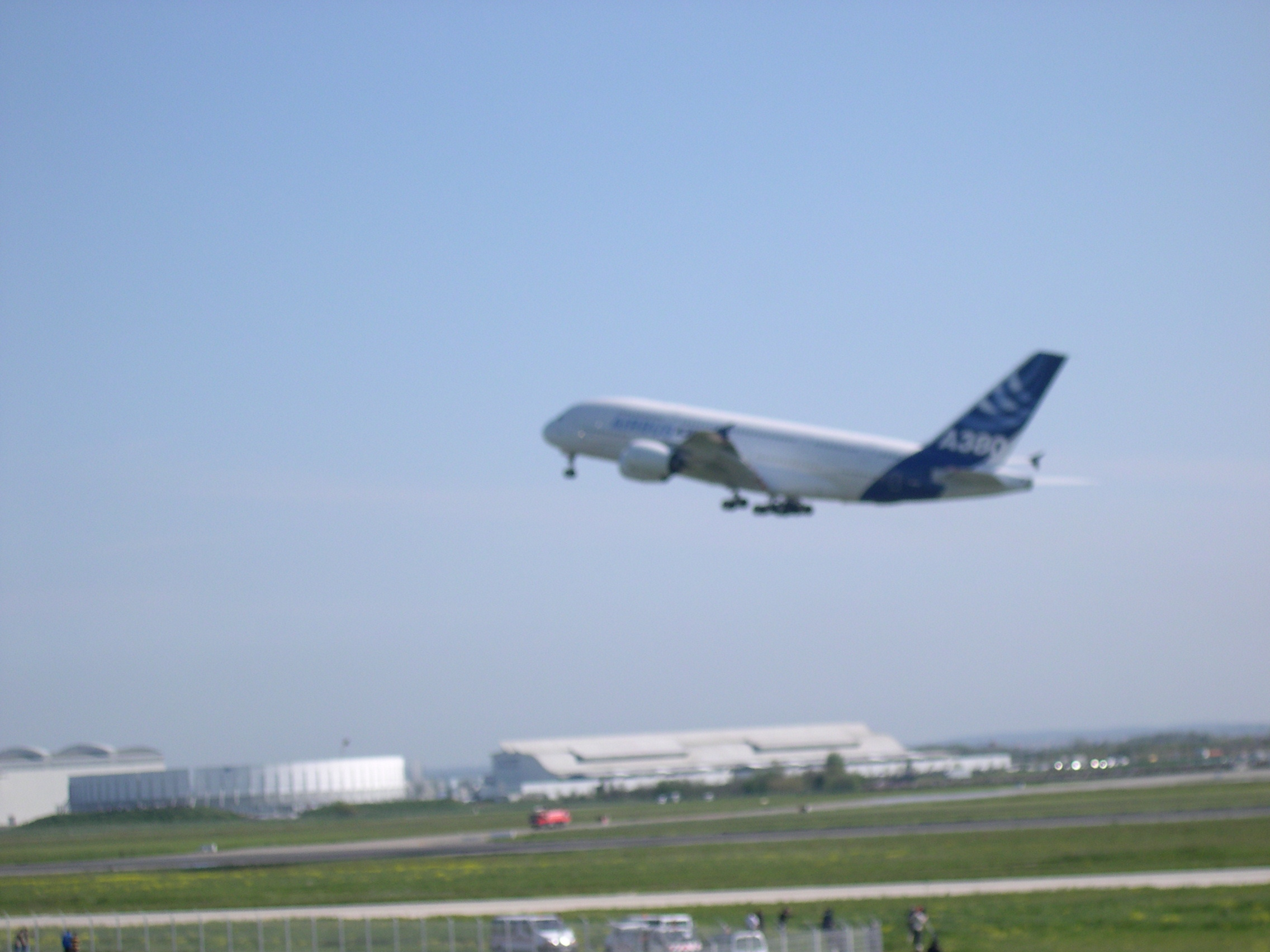

أول طيران لطائرة هو أول مرة تستطيع هذه الأخيرة التحليق بإمكانياتها الخاصة. وهو مرادف في الطيران ل الإبحار الافتتاحي لسفينة.
الطيران الأول لطائرة يكون عادة تاريخيا ولكنه أيضا يعد مرحلة دقيقة لان عمل الطائرة في الأجواء لا يكون معروفا بالكامل. يقوم بهذا الطيران عادة طياروا اختبار متمرس ويكون متبوعا عادة بطائرة أخرى لتسجيل مختلف المؤشرات كالسرعة والارتفاع وغيرها،...
الطيران الأول يدخل في مراحل صناعة الطائرات الجديدة. الا إذا كانت الطائرة نموذجا (كالــ إكس 45)، ويجب على الطائرة ان تمر بعدة تجارب واختبارات طيران لتفحص عملها والتاكد من أن معايير السلامة محققة. الطيران التجاري الأول يمكن القيام به بعد حصول الطائرة على تصاريح عدة منظمات حكومية، وبالخصوص الوكالة الأوروبية للسلامة الجوية ووكالة الطيران الفدرالية.